# Carlo Cottarelli
Carlo Cottarelli (Cremona, 18 agosto 1954) è un economista, editorialista e politico italiano.
È stato direttore del dipartimento Affari Fiscali del Fondo Monetario Internazionale dal 6 novembre 2008 al 23 ottobre 2013.

## Biografia
Nato a Cremona il 18 agosto 1954, si è laureato in scienze economiche e bancarie presso l'Università degli Studi di Siena, ed ha conseguito il master universitario in Economia presso la London School of Economics.
Nella sua carriera ha lavorato nel servizio studi della Banca d'Italia dal 1981 al 1987, dipartimento monetario e settore finanziario, e dell'Eni dal 1987 al 1988.

Da settembre 1988 lavora per il Fondo monetario internazionale, nell'ambito del quale ha fatto parte di diversi dipartimenti: il Dipartimento europeo, del quale è stato vicepresidente; il Dipartimento monetario e dei capitali; il Dipartimento Strategia, Politica e Revisione, del quale è anche stato vicepresidente, occupandosi tra l'altro di riforma della sorveglianza; il Dipartimento Affari Fiscali. Nel 2001 è stato senior advisor nel Dipartimento Europeo come responsabile per la supervisione della attività del FMI in una decina di Paesi, ed è capo della delegazione del FMI per l'Italia e per il Regno Unito. In passato è stato capo delle delegazioni del FMI per diversi Paesi europei tra i quali l'Ungheria e la Turchia.

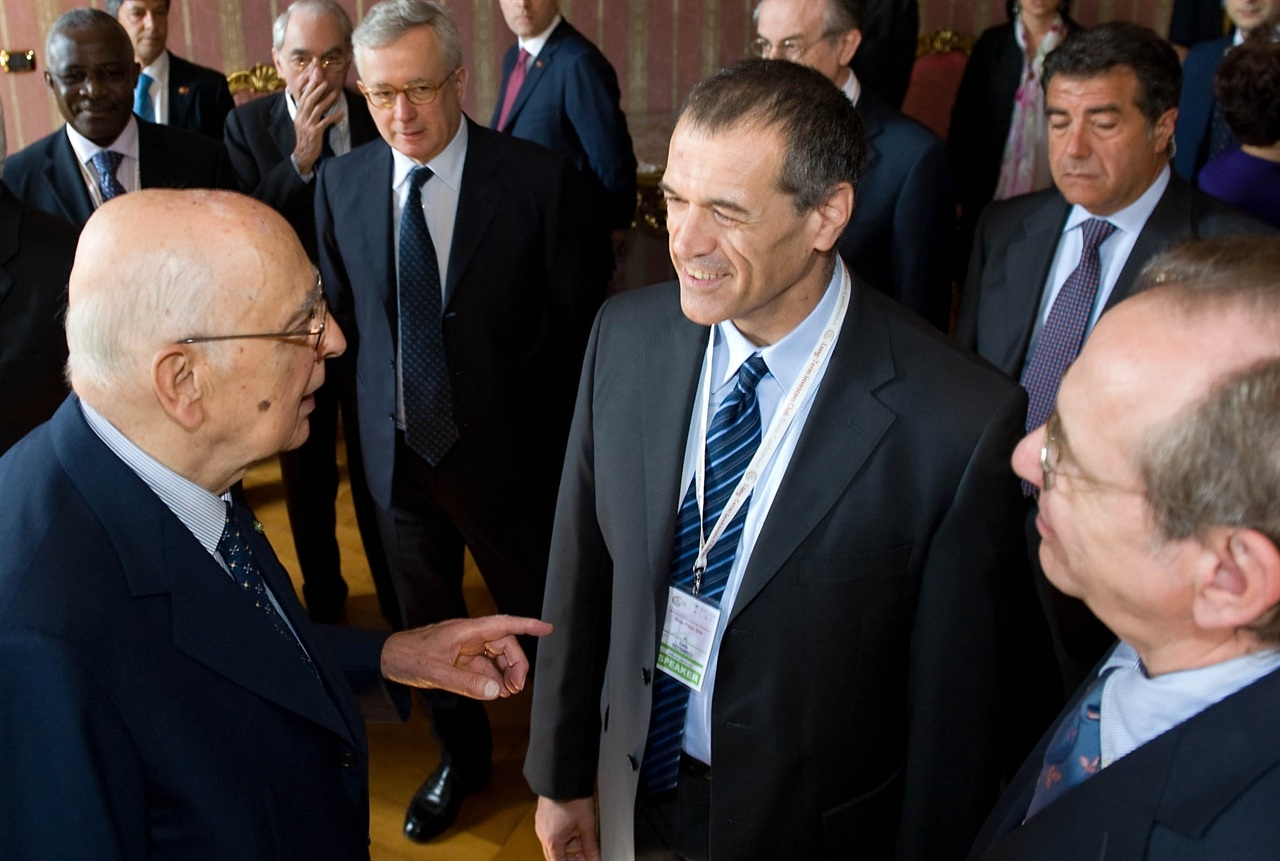
Cottarelli col Presidente della Repubblica Giorgio Napolitano, il ministro dell'Economia e delle Finanze Giulio Tremonti e Pier Carlo Padoan il 17 giugno 2010

Dal novembre 2008 all'ottobre 2013 ha assunto l'incarico di direttore del Dipartimento Affari Fiscali del FMI. Inoltre è stato responsabile per lo sviluppo e la pubblicazione di Fiscal Monitor, una delle tre riviste del FMI. Ha scritto diversi saggi sulle politiche e le istituzioni fiscali e monetarie, libri sull'inflazione, sulla politica monetaria e sui tassi di conversione.

### Commissario alla revisione della spesa
A novembre 2013 è stato nominato dal governo Letta commissario straordinario per la revisione della spesa pubblica. L'attività del commissario straordinario riguarda le spese delle pubbliche amministrazioni, degli enti pubblici, nonché della società controllate direttamente o indirettamente da amministrazioni pubbliche che non emettono strumenti finanziari quotati in mercati regolamentati. Dopo essere stato nominato direttore esecutivo nel board del Fondo Monetario Internazionale, il 30 ottobre 2014 ha lasciato l'incarico di commissario alla revisione della spesa. In un'intervista rilasciata poco prima del termine dell'incarico ha parlato della difficoltà a relazionarsi, prima ancora che con il sistema politico, con quello burocratico, a suo dire chiuso ed estremamente impermeabile a ogni azione finalizzata a modernizzarne l'attività.
Dal 30 ottobre 2017 è direttore dell'Osservatorio sui Conti Pubblici Italiani dell'Università Cattolica di Milano.
Dal settembre 2017 è visiting professor presso l'Università Bocconi di Milano, dove tiene un corso di Fiscal Macroeconomics.

### Presidente del Consiglio incaricato

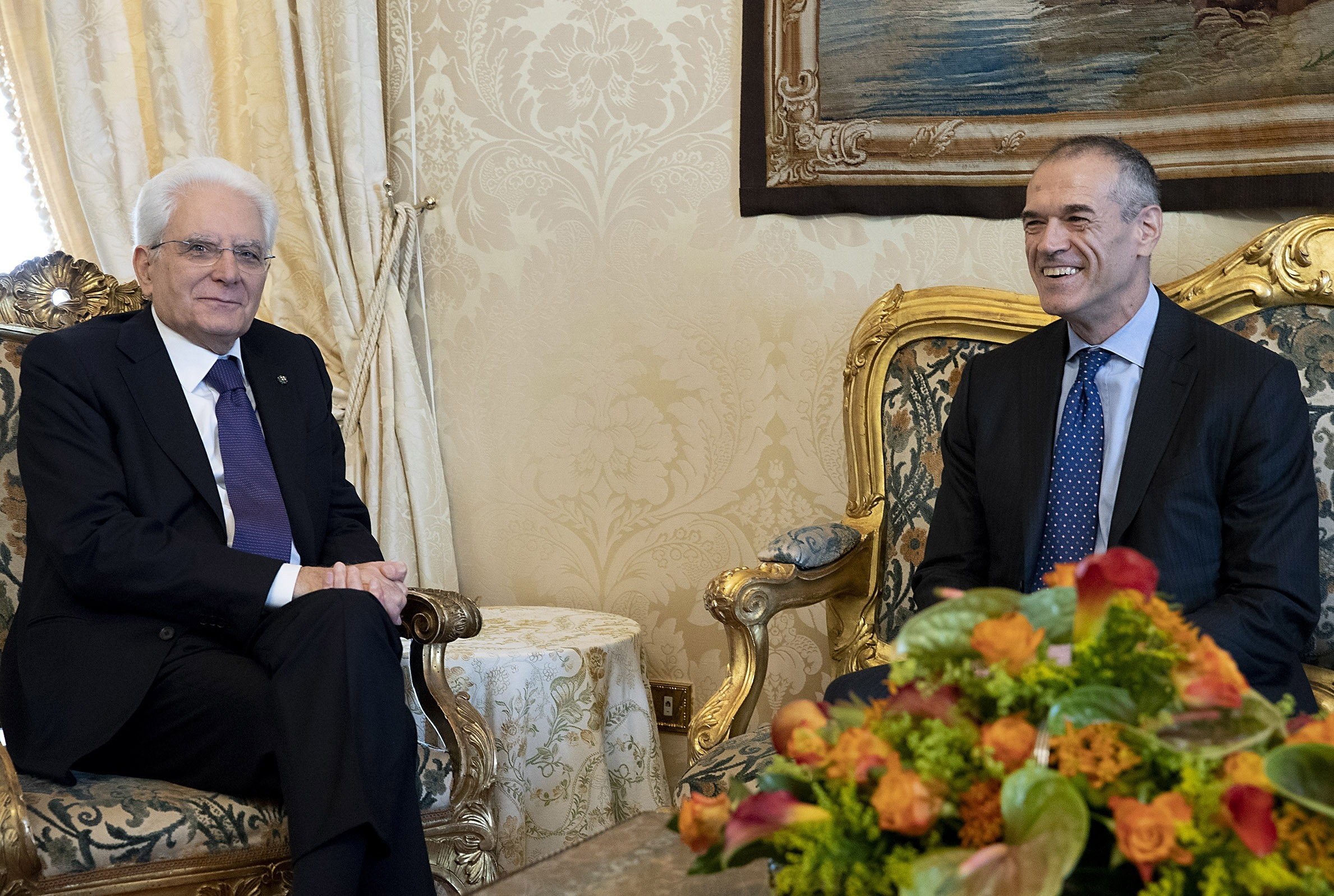
Cottarelli col Presidente della Repubblica Sergio Mattarella nel 2018

In seguito al fallimento del tentativo di formare un governo da parte di Movimento 5 Stelle e Lega dopo le elezioni politiche del 4 marzo 2018 e alla remissione dell'incarico da parte di Giuseppe Conte sulla nomina di Paolo Savona a ministro dell'economia e delle finanze, il 28 maggio 2018 il Presidente della Repubblica Sergio Mattarella convoca Cottarelli e gli conferisce l'incarico - accettato con riserva - di formare un governo tecnico provvisorio che guidi il Paese fino a nuove elezioni. Tuttavia, il 31 maggio, Cottarelli rinuncia a sua volta "essendosi nuovamente create le condizioni per un governo politico", spianando così la strada alla nascita del primo governo Conte.

### Altre attività
Dal 23 settembre del 2018 è ospite fisso nel programma televisivo di Fabio Fazio su Rai 1: Che tempo che fa, collabora come editorialista con i quotidiani La Stampa e, dal maggio 2020 al febbraio 2025, La Repubblica. Il 4 marzo 2025 inizia la collaborazione come editorialista con il Corriere della Sera. Fa parte della Fondazione Italia USA.

### Impegno in politica
A fine dicembre 2019 aderisce a "Voce Libera", associazione interna a Forza Italia di Mara Carfagna, mentre da marzo 2021 presiede Programma per l’Italia, un comitato scientifico che formalizzerà proposte di matrice liberale per un nuovo programma di governo; tra i promotori ci sono Azione di Carlo Calenda, +Europa, il Partito Repubblicano Italiano e Alleanza Liberaldemocratica per l'Italia.
Alle elezioni politiche del 2022 viene candidato al Senato della Repubblica nel collegio uninominale Lombardia - 11 (Cremona), sostenuto dalla coalizione di centro-sinistra in quota Partito Democratico, dove ottiene il 27,37% dei voti, arrivando secondo dietro alla candidata del centro-destra Daniela Santanchè. Tuttavia risulterà eletto senatore al proporzionale, in quanto capolista del Partito Democratico nel collegio plurinominale Lombardia - 02.
Il 16 febbraio 2023, in una conferenza stampa a palazzo Madama, Cottarelli presenta i contenuti di un disegno di legge che punta a introdurre l'obbligo per i partiti di specificare nei programmi elettorali le loro coperture economiche, spiegando che «Lo scopo di questo disegno di legge è aumentare la trasparenza dei programmi ed evitare che questi contengano una marea di promesse che, una volta arrivati al governo, i partiti non mantengono perché si dice che mancano i soldi», consegnando il testo all’Ufficio legislativo del Senato il 14 febbraio.
Il 7 maggio 2023 annuncia le sue dimissioni da senatore al fine di dirigere un programma dell'Università Cattolica del Sacro Cuore rivolto agli studenti delle scuole superiori. Il giorno seguente in un'intervista al Corriere della Sera conferma le voci riguardo ai suoi dissensi in merito alla linea politica intrapresa dalla segretaria del PD Elly Schlein. Il 31 maggio il Senato con 113 voti favorevoli e 31 contrari approva le dimissioni di Cottarelli dalla carica; al suo posto subentra Cristina Tajani.

## Vita privata
È sposato con Miria Pigato, economista e dirigente della Banca Mondiale, esperta dell'economia dell'Africa subsahariana, dalla quale ha avuto due figli. Cottarelli è tifoso dell'Inter, e dal 2018 è presidente di Interspac, una società che intende realizzare un progetto di equity crowdfunding in favore del club milanese.

## Opere
- La lista della spesa. La verità sulla spesa pubblica italiana e su come si può tagliare, Roma, Feltrinelli, 2015 ISBN 978-88-07-17291-5
- Il macigno. Perché il debito pubblico ci schiaccia e come si fa a liberarsene, Roma, Feltrinelli, 2016, ISBN 978-88-07-17302-8
- I sette peccati capitali dell'economia italiana, Roma, Feltrinelli, 2018, ISBN 978-88-07-17332-5
- Pachidermi e pappagalli. Tutte le bufale sull'economia a cui continuiamo a credere, Roma, Feltrinelli, 2019, ISBN 9788807173677
- All'inferno e ritorno. Per la nostra rinascita sociale ed economica, Roma, Feltrinelli, 2021, ISBN 9788807173905
- Chimere. Sogni e fallimenti dell'economia, Roma, Feltrinelli, 2023, ISBN 978 88 07 49362 1
- Dentro il palazzo, cosa succede davvero nelle stanze del potere, Milano, Mondadori, 2024, ISBN 978 88 04 78676 4